# Vata Matanu Garcia
Vata Matanu Garcia   (Damba, 19 de març de 1961) és un exfutbolista angolès de la dècada de 1980.
Fou internacional amb la selecció de futbol d'Angola.
Pel que fa a clubs, destacà a Varzim SC i SL Benfica.